# Corynorhinus townsendii
Corynorhinus townsendii is een zoogdier uit de familie van de gladneuzen (Vespertilionidae). De wetenschappelijke naam van de soort werd voor het eerst geldig gepubliceerd door Cooper in 1837.

## Voorkomen
De soort komt voor in Canada, Mexico en de Verenigde Staten.